# 1884年のメジャーリーグベースボール
以下は、メジャーリーグベースボール（MLB）における1884年のできごとを記す。
アメリカン・アソシエーションではニューヨーク・メトロポリタンズが初優勝し、ナショナルリーグではプロビデンス・グレイズが5年ぶり2度目の優勝し、この年に創設されたユニオン・アソシエーションではセントルイス・マルーンズが最初にして最後のシーズンを優勝した。セントルイス・マルーンズは翌1885年にナショナルリーグに加盟した。
1883年のメジャーリーグベースボール - 1884年のメジャーリーグベースボール - 1885年のメジャーリーグベースボール

## できごと

### ユニオン・アソシエーション
前年の12月12日にユニオン・アソシエーションが創設され、この新設のリーグはたちまちナショナルリーグとアメリカンアソシェーションの選手に猛烈に働きかけて約50名の選手が参加したが、その後選手の多くが中途で翻意し、またシーズンが始まってからも古巣に戻る選手が出て、ユニオン・アソシエーションはこの年限りでわずか1年で解散した。ただユニオン・アソシエーションの動きは、既存の2つのリーグに混乱をもたらした。
この新しい動きへの対抗策としてアメリカン・アソシエーションは球団数を増やし、前年の8チームから12チームになったが、結果は全球団が赤字となった。またシーズン当初に首都ワシントンではユニオン・アソシエーションにも、アメリカン・アソシエーションにも「ワシントン・ナショナルズ」という同名の球団が複数併存する事態となって、アメリカン・アソシエーションのワシントン・ナショナルズはシーズン途中で解散したため、リッチモンド・バージニアンズが交代して加盟し、シーズン後半の試合を行ったため、この年のアメリカン・アソシエーションは13球団となった。
一方ナショナルリーグではクリーブランド・ブルースが主力投手のジム・マコーミック、ヒュー・デイリー、中心打者のフレッド・ダンラップをユニオン・アソシエーションの各チームに取られ、クリーブランド・ブルースは弱体化してこの年に35勝77敗で勝率.329の成績となり、チームは解散を余儀なくされた。しかも解散に追い込んだユニオン・アソシエーション会長でありセントルイス・マルーンズのオーナーでもあったヘンリー・ルーカスは、抜け目なくここに目をつけて、クリーブランド・ブルースのフランチャイズ権をセントルイス・マルーンズが買い取り、翌年にユニオン・アソシエーションの公式試合を中止して協会を解散させ、自身はナショナルリーグに加盟することで苦境を乗り切った。
ただし、このセントルイスにナショナルリーグの球団がフランチャイズを置くことは、実は前年秋にナショナルリーグとアメリカン・アソシエーションとマイナーリーグのノースウェスタンリーグとの三者協定でそれぞれのリーグの地域権を尊重する、という1項目に明らかに違反するものであった。ところが、被害を受けたはずのアメリカン・アソシエーション にも問題が起こっていた。弱体化して解散したクリーブランド・ブルースの選手たちを、この1884年に加盟したばかりのブルックリン・アトランティックス（後のドジャース）が球団を買収した形でアトランティックスに入団させたことが、同じ前年秋の協定で選手間の移動について当該リーグと10日以内に協議をするとの1項目にも明らかに違反した行動であった。当然ナショナルリーグはアメリカン・アソシエーションに当該球団のブルックリン・アトランティックスの除名を要求した。そして、この同時に起こった両方のリーグの問題は政治的な取引の材料となって、双方ともに不問に付す決着となった。

### その他
- 1884年8月28日、ニューヨーク・ゴッサムズ対フィラデルフィア・クエイカーズ戦で、ゴッサムズの投手ミッキー・ウェルチは1回先頭打者から3回まで「9者連続三振」という記録を打ち立てた。ただし9人目の打者が「振り逃げ」だったため、当時の公式記録に三振として記載されないという誤りがあり、そのため、ウェルチの9者連続三振の記録は認知されないままになっていたが、1941年になってハリー・シモンズという野球史研究家がこの間違いを指摘し、ウェルチの記録は達成後50年以上たって認められた。そして80年以上もメジャーリーグ記録として残ることになったが、この記録は1970年にニューヨーク・メッツのトム・シーバーが10者連続三振を記録して破られた。ウェルチは1880年にトロイ・トロージャンズに21歳で入団し1883年にニューヨーク・ゴッサムズ(翌年からジャイアンツ)に移り、1892年まで在籍した。通算307勝(311勝とする資料もある)で史上3人目の300勝投手であった。1973年に殿堂入りしている。
- プロビデンス・グレイズはユニオン・アソシエーション創立の影響を受け、二枚看板の一人だったチャーリー・スウィーニーがシーズン途中で移籍してしまったため、もう一人のエースだったチャールズ・ラドボーン はこの事態を逆手に取り、「残り試合を全て投げる」ことを条件にFA権の獲得を球団と交渉したという。スウィーニーの退団後にラドボーンは以降37試合連続で先発し、18連勝を含めて32勝を上げた。彼は8月7日から9月18日までの40日間で26勝1分けの成績を上げている。そしてこの年ラドボーンの登板回数は実に75試合になり（73試合に先発し全試合完投。抑えで2試合登板）、シーズン通算で60勝を挙げただけでなく、奪三振441、防御率も1.38を記録、投手部門の三冠を手中にする。（この年は勝率とセーブ数もトップ）投手三冠王とセーブ王の同時獲得は史上初の快挙で投手全タイトル制覇（当時はタイトルではないものもある）を達成し、勝率でもトップになったため、史上初の投手主要5部門制覇（投手五冠王）を達成した。但し公式記録は60勝だが後に調査した結果、先発で5回まで投げた投手を勝利投手とせず、6回から投げたラドボーンを勝利投手としたケースがあってこの場合はラドボーンをセーブに変更するなどして、この年の勝利数は59勝になった。

### 全米選手権（19世紀のワールドシリーズ）
この年のシーズン終了後、ナショナルリーグの優勝チームプロビデンス・グレイズと、アメリカン・アソシエーションの優勝チームニューヨーク・メトロポリタンズの間で、10月23日から25日の3日間、両チームによる3連戦がニューヨーク州マンハッタンのポロ・グラウンズで行われ、プロビデンス・グレイズが3連勝した。この試合は全米選手権（The Championship of the United States）の名称で開催され、後に19世紀のワールドシリーズとされている。ポストシーズンに年間王者を決めるのはこれが初めてであった。ただ観客数は第1戦は2500人を集めたが、第3戦はわずか300人がスタンドで見守っていた。セントルイス・マルーンズは参加していない。

### 規則の改訂
- 投手の投球の角度に関する制限は取り除かれ、投球動作に関しての制限がすべて撤廃された。
- 1879年に始まった「打者は«ボール»を9つ見逃せば1つの塁を与えられる」（九球）は、その後1880年に（八球）となり、1881年に（七球）となり、この年1884年に（六球）となった。1889年に四球となって現在に至っている。

## 最終成績
| 1  | ニューヨーク・メトロポリタンズ     | 75 | 32 | .701 | -    |
| 2  | コロンバス・バックアイズ           | 69 | 39 | .639 | 6.5  |
| 3  | ルイビル・エクリプス               | 68 | 40 | .630 | 7.5  |
| 4  | セントルイス・ブラウンズ           | 67 | 40 | .626 | 8.0  |
| 5  | シンシナティ・レッドストッキングス | 68 | 41 | .624 | 8.0  |
| 6  | ボルチモア・オリオールズ           | 63 | 43 | .594 | 11.5 |
| 7  | フィラデルフィア・アスレチックス   | 61 | 46 | .570 | 14.0 |
| 8  | トレド・ブルーストッキングス       | 46 | 58 | .442 | 27.5 |
| 9  | ブルックリン・アトランティックス   | 40 | 64 | .385 | 33.5 |
| 10 | リッチモンド・バージニアンズ       | 12 | 30 | .286 | 30.5 |
| 11 | ピッツバーグ・アレゲニーズ         | 30 | 78 | .278 | 45.5 |
| 12 | インディアナポリス・フージャーズ   | 29 | 78 | .271 | 46.0 |
| 13 | ワシントン・ナショナルズ           | 12 | 51 | .190 | 41.0 |

| 1 | プロビデンス・グレイズ         | 84 | 28 | .750 | -    |
| 2 | ボストン・ビーンイーターズ     | 73 | 38 | .658 | 10.5 |
| 3 | バッファロー・バイソンズ       | 64 | 47 | .577 | 19.5 |
| 4 | ニューヨーク・ゴッサムズ       | 62 | 50 | .554 | 22.0 |
| 5 | シカゴ・ホワイトストッキングス | 62 | 50 | .554 | 22.0 |
| 6 | フィラデルフィア・クエイカーズ | 39 | 73 | .348 | 45.0 |
| 7 | クリーブランド・ブルース       | 35 | 77 | .313 | 49.0 |
| 8 | デトロイト・ウルバリンズ       | 28 | 84 | .250 | 56.0 |

| 1  | セントルイス・マルーンズ           | 94 | 19 | .832 | -    |
| 2  | ミルウォーキー・ブルワーズ         | 8  | 4  | .667 | 35.5 |
| 3  | シンシナティ・アウトロー・レッズ   | 69 | 36 | .657 | 21.0 |
| 4  | ボルチモア・モニュメンタルズ       | 58 | 47 | .552 | 32.0 |
| 5  | ボストン・レッズ                   | 58 | 51 | .532 | 34.0 |
| 6  | シカゴ・ブラウンズ                 | 41 | 50 | .451 | 42.0 |
| 7  | ワシントン・ナショナルズ           | 47 | 65 | .420 | 46.5 |
| 8  | フィラデルフィア・キーストーンズ   | 21 | 46 | .313 | 50.0 |
| 9  | セントポール・ホワイトキャップス   | 2  | 6  | .250 | 39.5 |
| 10 | アルトゥーナ・マウンテンシティー   | 6  | 19 | .240 | 44.0 |
| 11 | カンザスシティ・ユニオンズ         | 16 | 63 | .203 | 61.0 |
| 12 | ウィルミントン・クイックステップス | 2  | 16 | .111 | 44.5 |

## 個人タイトル

### アメリカン・アソシエーション
| 項目   | 選手                     | 記録 |
| ------ | ------------------------ | ---- |
| 打率   | デーブ・オル (NYP)       | .354 |
| 本塁打 | ジョン・レイリー (CIN)   | 11   |
| 打点   | デーブ・オル (NYP)       | 112  |
| 得点   | ハリー・ストービー (PHA) | 124  |
| 安打   | デーブ・オル (NYP)       | 162  |

| 項目   | 選手                       | 記録  |
| ------ | -------------------------- | ----- |
| 勝利   | ガイ・ヘッカー (LOU)       | 52    |
| 防御率 | ガイ・ヘッカー (LOU)       | 1.80  |
| 奪三振 | ガイ・ヘッカー (LOU)       | 385   |
| 投球回 | ガイ・ヘッカー (LOU)       | 670.2 |
| セーブ | フランク・マウンテン (COL) | 1     |
| セーブ | ハンク・オーデイ (TOL)     | 1     |
| セーブ | オイスター・バーンズ BAL)  | 1     |

### ナショナルリーグ
| 項目   | 選手                         | 記録 |
| ------ | ---------------------------- | ---- |
| 打率   | キング・ケリー (CHC)         | .354 |
| 本塁打 | ネッド・ウィリアムソン (CHC) | 27   |
| 打点   | キャップ・アンソン (CHC)     | 102  |
| 得点   | キング・ケリー (CHC)         | 120  |
| 安打   | エズラ・サットン (BSN)       | 162  |
| 安打   | ジム・オルーク (BUF)         | 162  |

| 項目   | 選手                         | 記録  |
| ------ | ---------------------------- | ----- |
| 勝利   | チャールズ・ラドボーン (PRO) | 59    |
| 防御率 | チャールズ・ラドボーン (PRO) | 1.38  |
| 奪三振 | チャールズ・ラドボーン (PRO) | 441   |
| 投球回 | チャールズ・ラドボーン (PRO) | 678.2 |
| セーブ | チャールズ・ラドボーン (PRO) | 2     |
| セーブ | ジョン・モリル (BSN)         | 2     |

### ユニオン・アソシエーション
| 項目   | 選手                       | 記録 |
| ------ | -------------------------- | ---- |
| 打率   | フレッド・ダンラップ (STM) | .412 |
| 本塁打 | フレッド・ダンラップ (STM) | 13   |
| 得点   | フレッド・ダンラップ (STM) | 161  |
| 安打   | フレッド・ダンラップ (STM) | 185  |

| 項目   | 選手                       | 記録  |
| ------ | -------------------------- | ----- |
| 勝利   | ビル・スウィーニー (BLU)   | 40    |
| 防御率 | ジム・マコーミック (COR)   | 1.54  |
| 奪三振 | ヒュー・デイリー (CPI/WHS) | 483   |
| 投球回 | ビル・スウィーニー (BLU)   | 538.0 |
| セーブ | ビル・テイラー (SLM)       | 4     |

## 参考
- ナショナルリーグ順位表
- アメリカン・アソシエーション順位表
- ユニオン・アソシエーション順位表